# Aneta Grzeszykowska

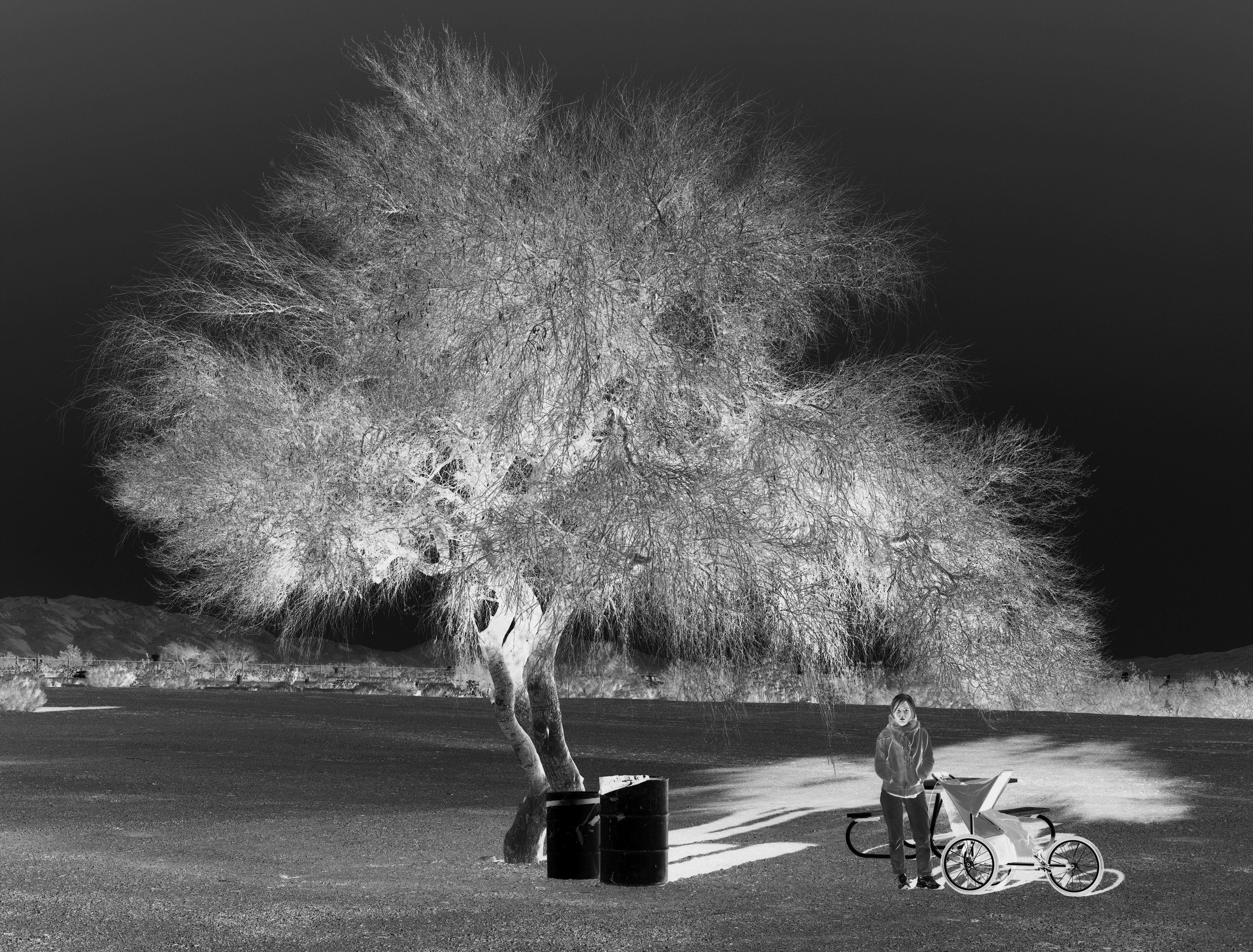
Aneta Grzeszykowska, fotografie ze série Negative Book, kolekce Zachęta

Aneta Grzeszykowska (* 1974 ve Varšavě) je polská multimediální umělkyně a fotografka. Žije a pracuje ve Varšavě.

## Životopis
V roce 1999 absolvovala Fakultu grafiky Akademie výtvarných umění ve Varšavě. Zabývá se novými médii, zejména fotografií. Od roku 1999 spolupracuje s Janem Smagou a od roku 2005 realizuje vlastní projekty.
Hlavním polem zájmu v její samostatné tvorbě je identita a obraz člověka – zprostředkovaný v médiu, které ze své podstaty manipuluje realitou a je často dodatečně zpracováváno. Opakující se motivy v dílech Grzeszykowské jsou: nepřítomnost, neviditelnost, zmizení, vymazání, převzetí role jiné postavy nebo rozkouskování (například Striptease, Untitled Film Stills). Umělkyně se dotýká existenciálních a ontologických problémů a klade důraz na sofistikovanost výtvarných prostředků. Od roku 2007 vytváří přehnané, jednobarevné panenky z vlny a hrášku (například Chłopiec, Dziewczynka ze zwierzętami).
Za rok 2013 získala ocenění Paszport Polityki v kategorii „vizuální umění“. Spolupracuje s Raster Gallery ve Varšavě.

## Sbírky
Její práce jsou zahrnuty ve sbírkách Guggenheimova muzea v New Yorku, Seattle Art Museum, Rubell Museum v Miami, Muzea moderního umění ve Varšavě a Národní umělecká galerie Zachęta.

## Vybrané výstavy
- 2013: Śmierć i dziewczyna (Smrt a dívka), Národní galerie umění Zachęta, Varšava
- 2012: Anagramy, Galeria Arsenał, Białystok
- 2010: Birthday (Narozeniny), Galerie naechst St. Stephan, Vídeň, Rakousko
- 2004: Plan, Raster Gallery, Varšava; Galerie Fons Welters, Amsterdam (v duetu s Janem Smagou)
- 2005: Album, Raster Gallery, Varšava
- 2006: Is it better to be a good artist or a good person? (Je lepší být dobrým umělcem nebo dobrým člověkem?), Rental Gallery, Los Angeles (v duetu s Janem Smagou)
- 2007: Betonowe dziedzictwo. Od Le Corbusiera do blokersów (Betonové dědictví. Od Le Corbusiera k blokařům), CSW Zamek Ujazdowski, Varšava
- 2009: Ból głowy (Bolest hlavy), Galeria Raster, Varšava

## Galerie

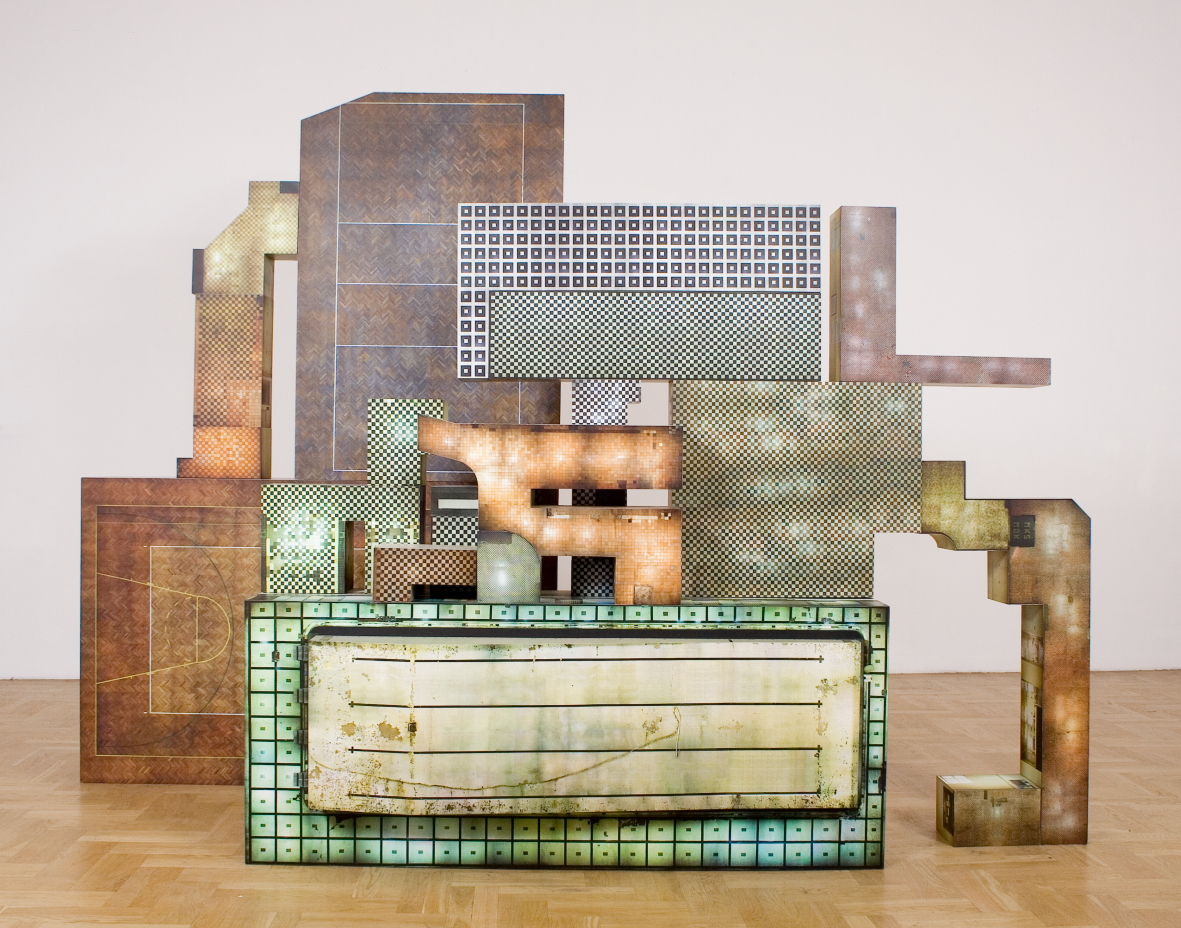
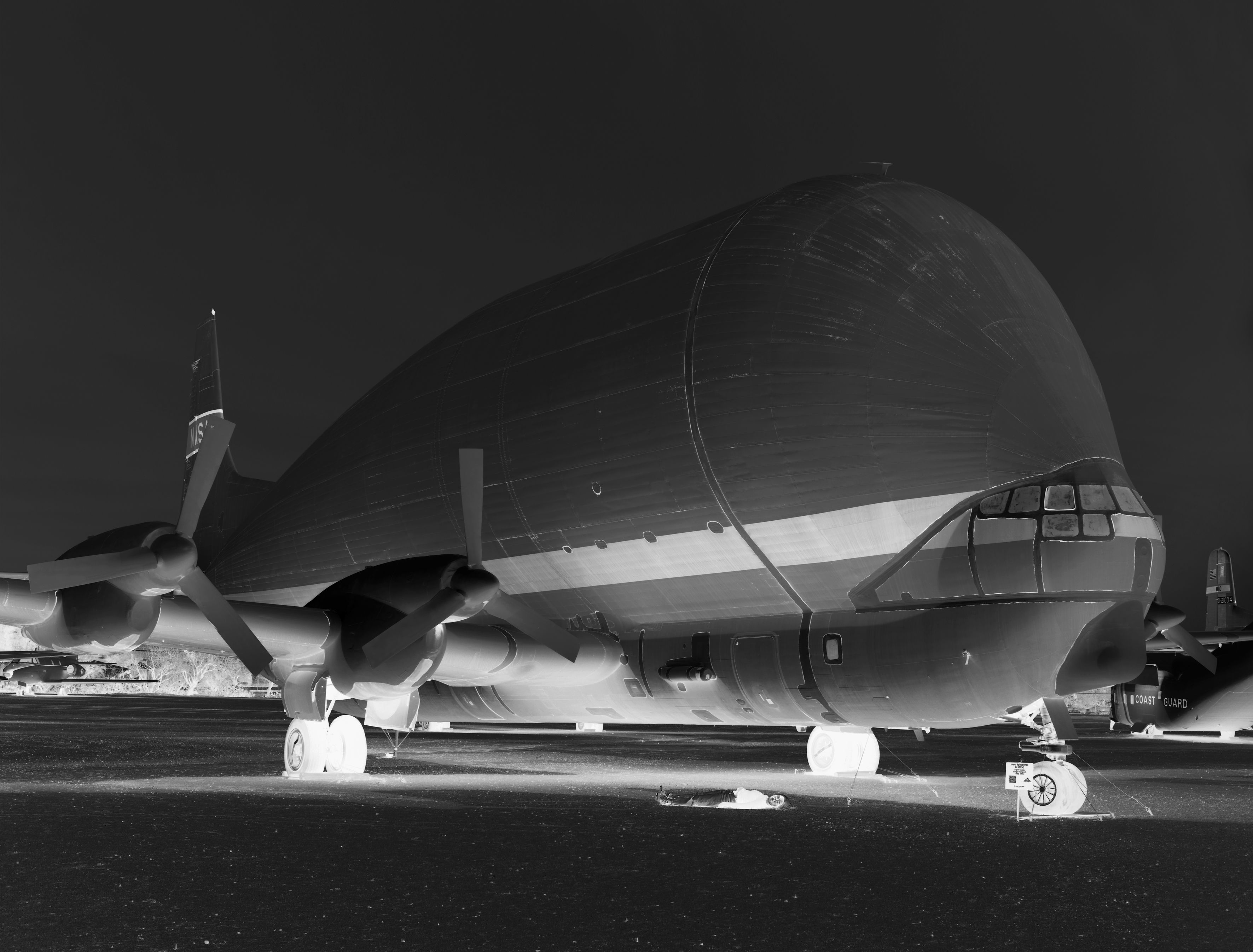
Fotografie ze série Negative Book
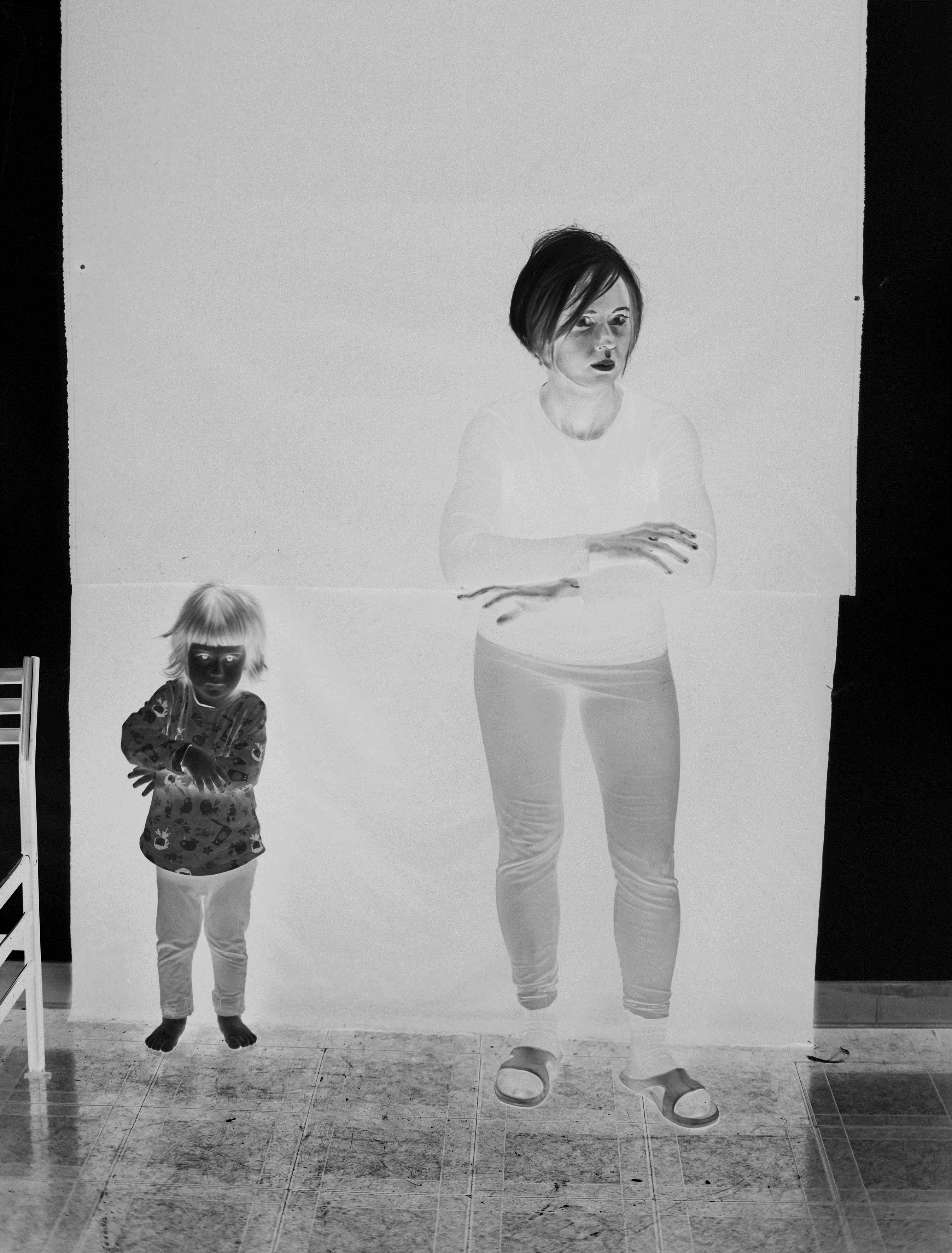
Fotografie ze série Negative Book
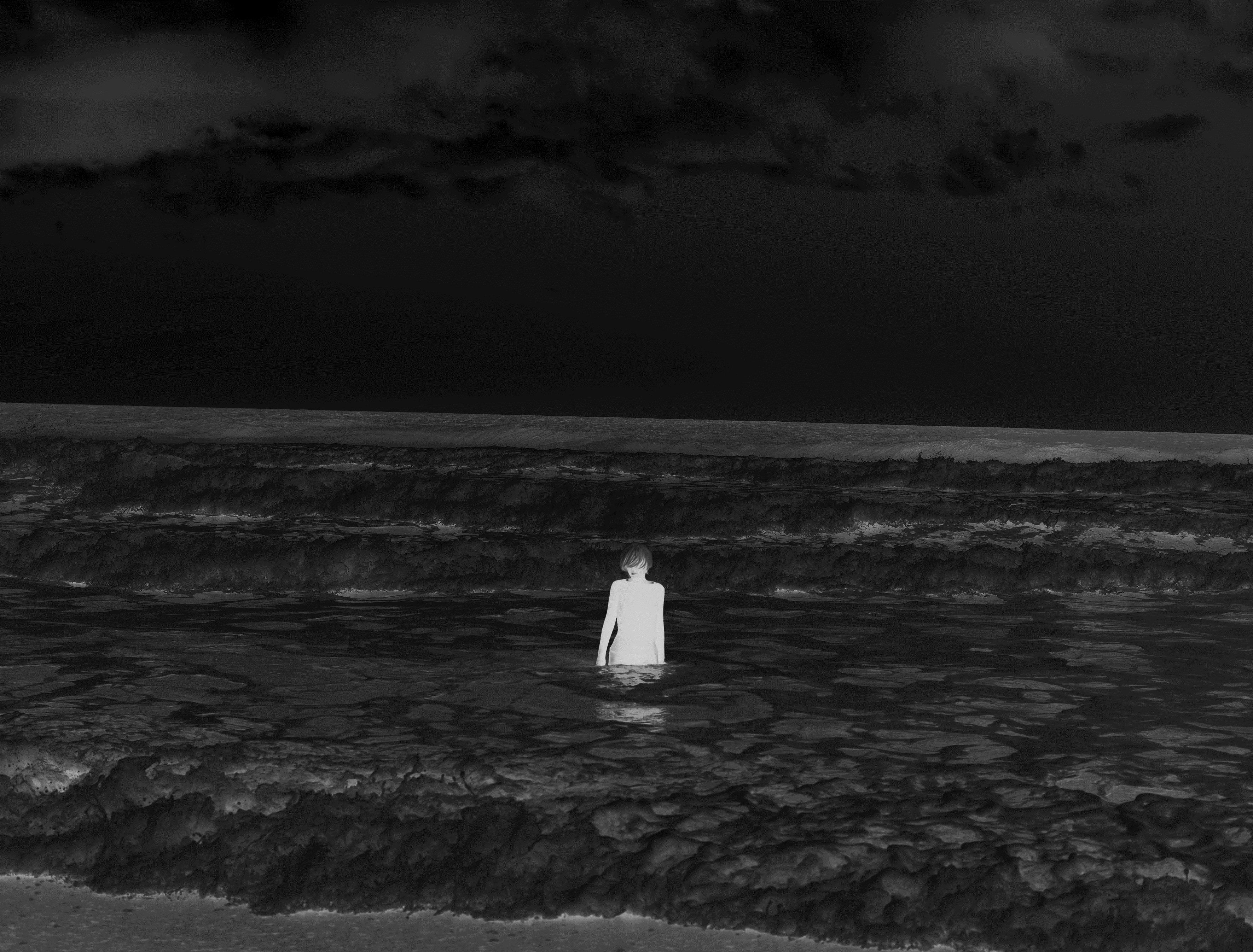
Fotografie ze série Negative Book
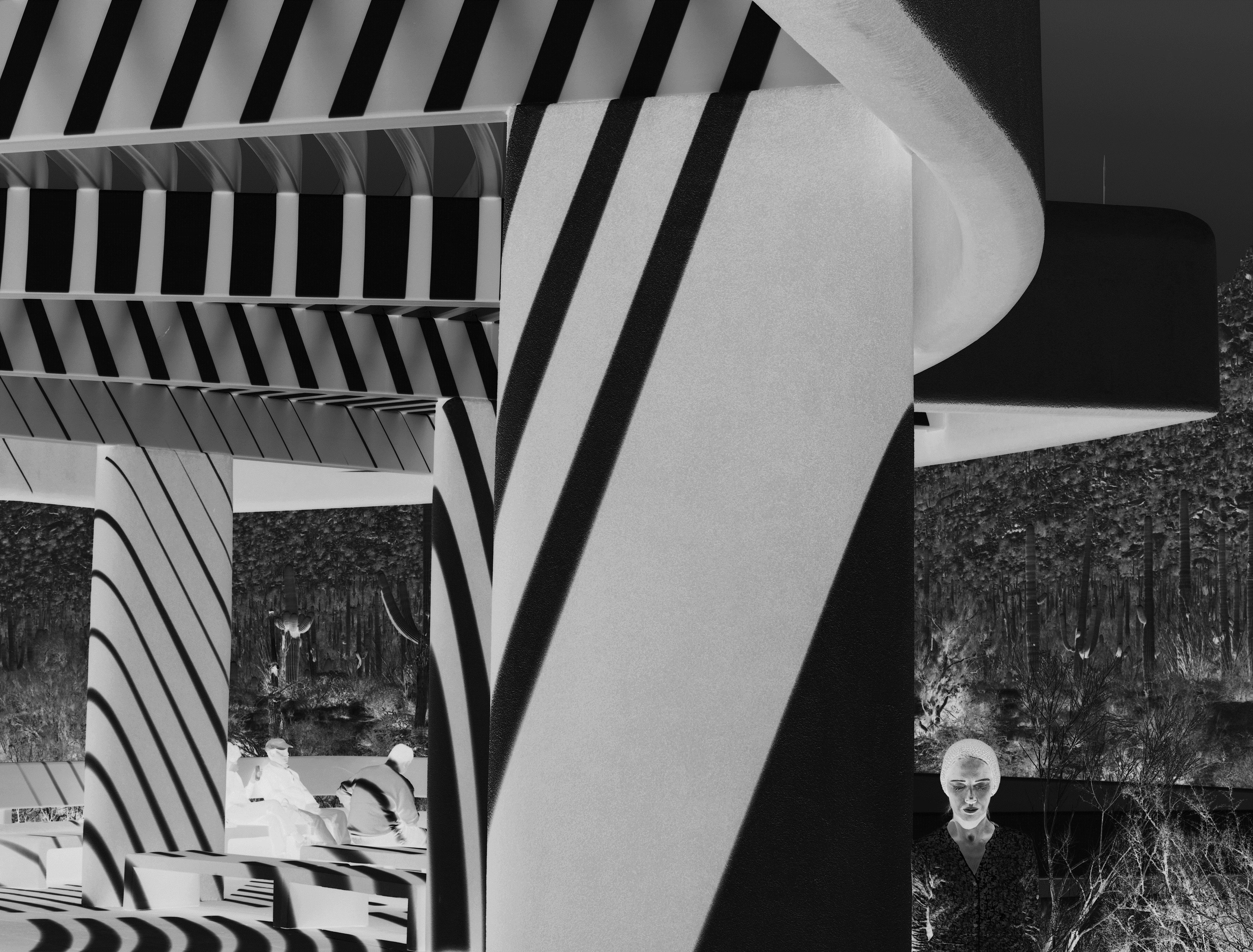
Fotografie ze série Negative Book
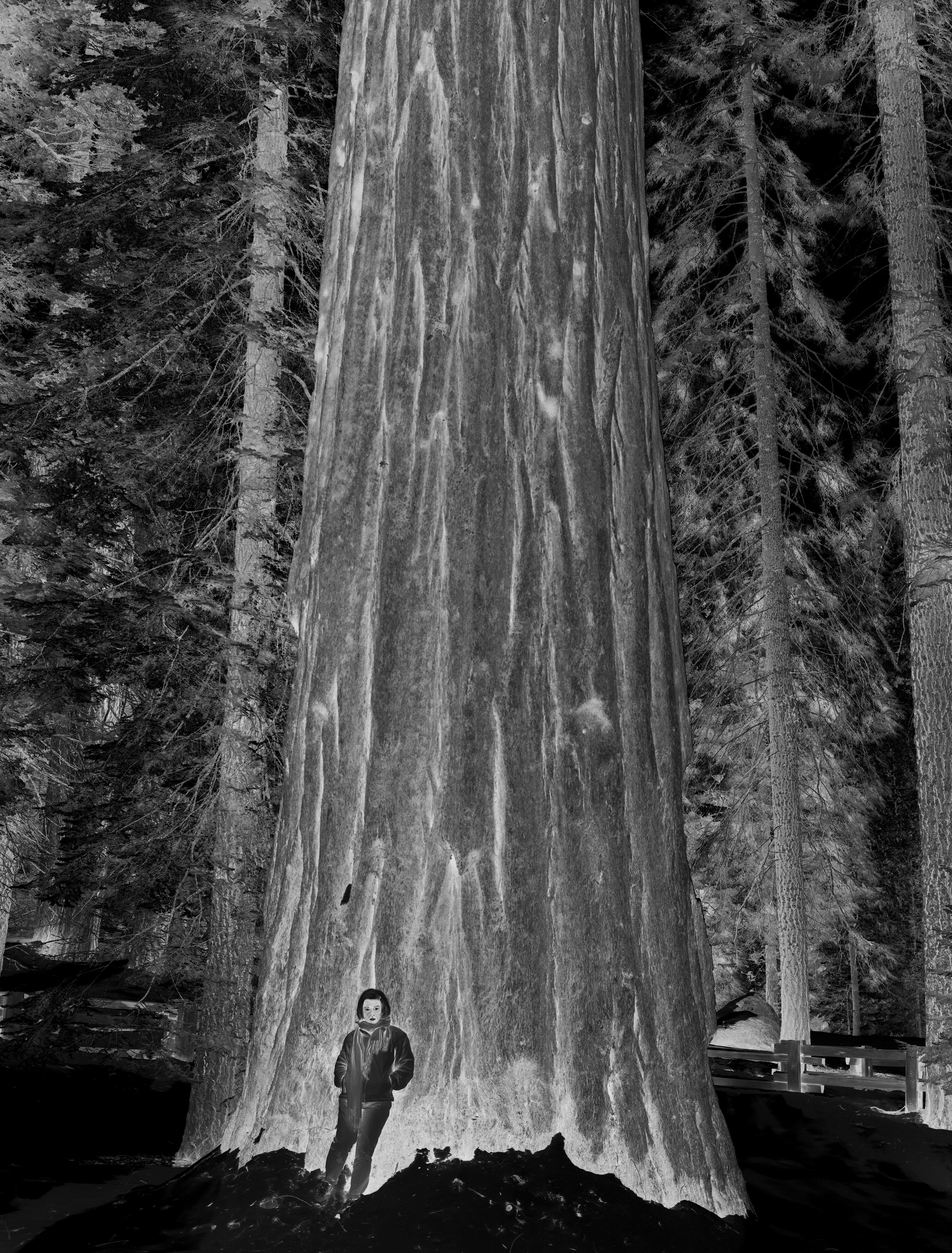
Fotografie ze série Negative Book
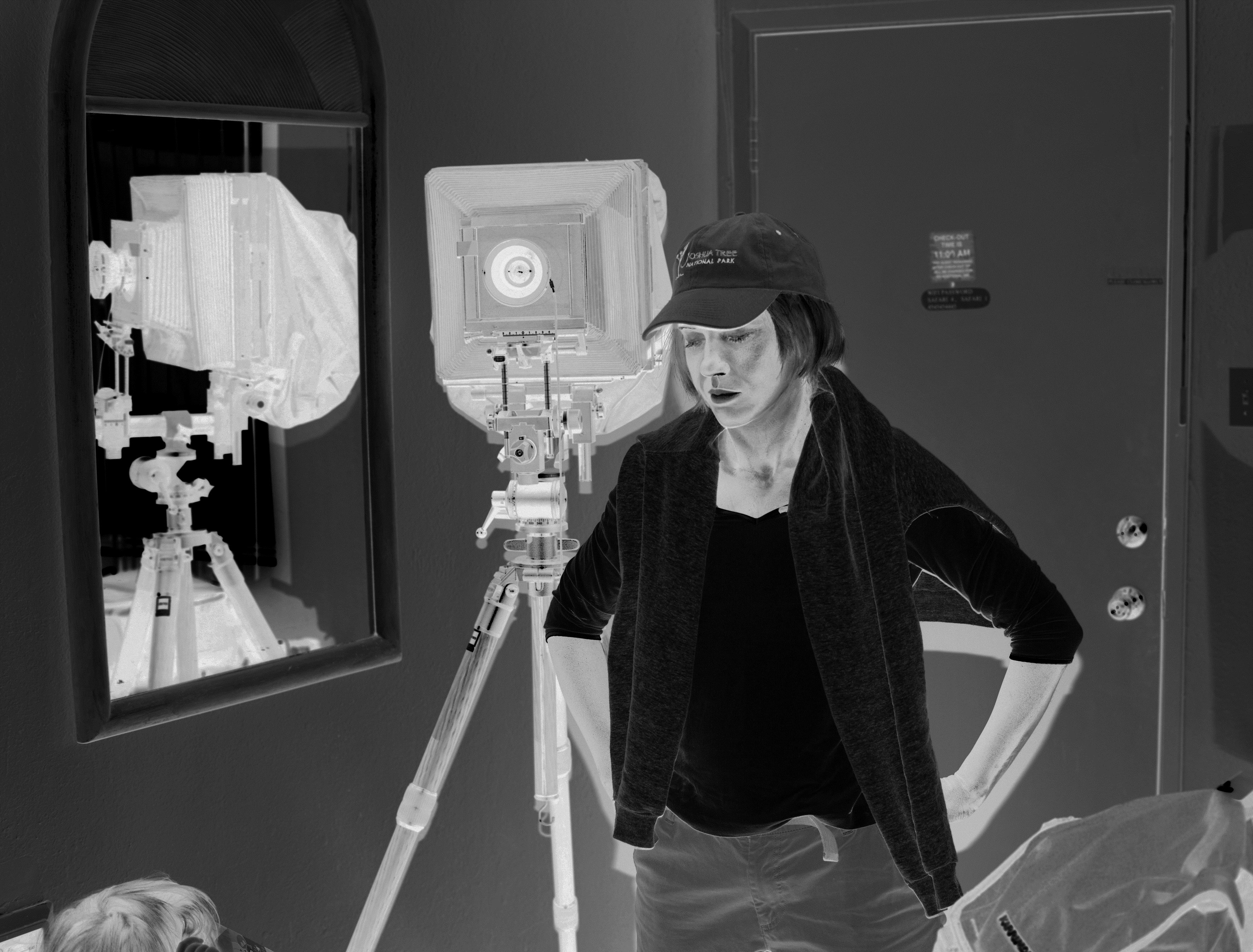
Fotografie ze série Negative Book